# Lars Dietrich
Lars Dietrich (* 11. Juni 1968 in Hamburg) ist ein deutscher Politiker (CDU).

## Leben
Dietrich absolvierte eine dreijährige Ausbildung zum Einzelhandelskaufmann. Anschließend absolvierte er Studiengänge zum Diplom-Volkswirt und zum Diplom-Sozialökonom sowie eine journalistische Ausbildung in einer Hamburger PR-Agentur.
Seit 2003 ist er selbstständiger Unternehmer im Bereich Bildung und Kommunikationsberatung. Er war in der Zeit von 2000 bis 2009 Bundesvorsitzender des christlich-demokratischen Kinder- und Jugendverbands Frischluft sowie erneut seit 2017. Seit 2007 ist er zudem Vorsitzender des Frischluft Trägerverein Hamburg e. V., der einen Jugendclub für Kinder und Jugendliche sowie Heranwachsende in Neuallermöhe betreibt.

## Politik
Dietrich ist seit 1984 Mitglied der CDU im Kreisverband Bergedorf. Von 1987 bis 1990 war er Landesvorsitzender der Schüler-Union Hamburg und von 1989 bis 1992 stellvertretender Bundesvorsitzender der Schüler-Union Deutschlands. Seit 1994 ist er Ortsvorsitzender der CDU-Allermöhe/Nettelnburg und damit dienstältester Vorsitzender eines CDU-Ortsverbandes im Landesverband Hamburg.
Parlamentarisch begann er von 1993 bis 2001 als Mitglied der Bezirksversammlung Bergedorf aktiv zu werden, der er seit 2011 wieder angehört. Bei der Wahl zur Bezirksversammlung Bergedorf im Mai 2014 gewann er den Wahlkreis 3 für die CDU direkt. Er war von 2004 bis 2008 Mitglied der Bürgerschaft der Freien und Hansestadt Hamburg. Als Bürgerschaftsabgeordneter war er Mitglied des Sport- sowie des Familien-, Kinder- und Jugendausschusses. Von 2005 bis zu seinem Ausscheiden aus dem Hamburger Landesparlament war er sportpolitischer Sprecher der CDU-Bürgerschaftsfraktion in Hamburg.
Im Jahre 2006 wurde er vom damaligen Generalsekretär der CDU, Ronald Pofalla, in den Bundesfachausschuss Sport berufen. In den Folgejahren erhielt er wiederholte Berufungen von den Generalsekretären Hermann Gröhe und Peter Tauber in das Netzwerk Sport, dessen Vorsitzende die Bundestagsabgeordneten Frank Steffel (Berlin) und Eberhard Gienger (Baden-Württemberg) sowie die Schleswig-Holsteinische Landtagsabgeordnete Barbara Ostmeier (Hetlingen) sind.